# Burgruine Strettweg
Die Burgruine Strettweg ist die Ruine eines Festen Hauses in Strettweg, einem Ortsteil der steirischen Stadt Judenburg in Österreich. Verbaute Reste der Burg am Abhang des Falkenbergs sind erhalten.

## Lage
Die Reste der Burg Strettweg liegen im Norden des „Krugmoarhofs“, eines Bauernhofs in Strettweg. Strettweg ist ein Ortsteil der Stadt Judenburg, der nördlich der Stadt am südöstlichen Ausläufer des Falkenbergs liegt.

## Geschichte
Die Burg Strettweg wurde 1149 erstmals als Sitz eines landesfürstlichen Ministerialengeschlechts („Cunrath de Strecuis“) genannt, aus dem im 13. Jahrhundert die Galler hervorgingen. 1220/30 wurde ein Wohnturm errichtet oder umgebaut und um 1360 siedelten die Ritter endgültig ab und die Güter wurden auf Bauern aufgeteilt – das Gut wurde danach als „Krugmoarhof“ (gegründet nach 1360) bezeichnet. In einem Nebengebäude im Nordtrakt des Krugmoarhofs sind Reste des Turms erhalten. Zu diesen Resten des Turms gehören eineinhalb Meter dicke Mauern, ein romanisches Biforenfenster im Obergeschoß sowie eine Säule aus dem zwölften Jahrhundert. Noch erkennbare gotische Bauelemente haben Mauerstärken von bis zu 90 Zentimetern, der Hauptteil des südlich gelegenen Gebäudes mit einer Mauerstärke von 60 Zentimetern ist aus der Renaissancezeit.
Die Familie der Strettweger, die die Burg bewohnten, erlosch im 14. Jahrhundert; 1418 kam der Edelsitz in Strettweg an die Abtei Seckau und 1564 an die Teuffenbacher. Vom Ende des 16. Jahrhunderts an war die Burg Strettweg im Besitz der Judenburger Bürgerfamilie, die später Grafen von Heinrichsberg waren.